# 印度人航空171號班機空難
印度人航空171號班機空難是印度人航空一班由孟買賈特拉帕蒂·希瓦吉國際機場前往清奈清奈國際機場的定期航班，1976年10月12日，一架卡拉維爾客機於賈特拉帕蒂·希瓦吉國際機場起飛時發動機失靈，緊急降落時墜毀，機上有95名乘客全數遇難。

## 空難過程
印度人航空171號班機是一架照班機飛行時間表，從孟買飛行到金奈的印度國內航班。原本此班機航程預定由一架波音客機航駛，但因其引擎狀況而決定改由一卡拉維爾客機執行此航行。在從孟買賈特拉帕蒂·希瓦吉國際機場第27號跑道起飛後不久，飛機的2號引擎故障失效。此架客機的機組人員在知悉情況後馬上調頭回到孟買賈特拉帕蒂·希瓦吉國際機場第9號跑道意圖迫降客機。然而，此時飛機起落架已降下，距地面高度300英尺、距離跑道末端1000碼時，飛機失控並鉛墜至地面，機上所有人員因此全數喪命。

## 事故肇因
在壓氣機轉盤的第十段出現的金屬疲勞導致動力無法供給，並導致壓氣機外殼爆裂，截斷了橫跨整個飛機架構的燃油供給線。這導致了在飛行過程中的發動機內部失火，並有說法指出此火吞噬液壓液燃燒，從而導致客機失控。